# Dětřichov nad Bystřicí
Dětřichov nad Bystřicí (německy Dittersdorf nebo Dittersdorf an der Feistritz) je obec ležící v okrese Bruntál. Žije zde 397 obyvatel a její katastrální území má rozlohu 2 831 ha. Obcí prochází železniční trať Olomouc–Opava.

## Části obce
- Dětřichov nad Bystřicí
- Krahulčí

## Historie
První písemná zmínka o obci pochází z roku 1317. Historie obce se datuje přibližně k letům 1317–1318 jako lenní ves spadající pod správu olomouckého biskupa Bruna ze Schauenburgu, rádce českého krále Přemysla Otakara II. Před rokem 1410 připadl Dětřichov ke šternberskému panství až do zrušení vrchnostenské správy v polovině 19. století. V latinském originálu se uvádí jako Ditrichowa Lhota, německy Dittersdorf.
Dětřichovem nad Bystřicí ležícím v nadmořské výšce 628 m protéká říčka Bystřice, která pramení severozápadně od obce (mimo katastr obce) a dosahuje rozhraní mezi Dunajem a Odrou, hlavním evropským rozvodím. Dětřichov byl původně uhlířskou a dřevařskou osadou. Lesy poskytovaly kromě otopu též stavební materiál a materiál pro výrobu dřevěného uhlí. Vykácené dřevo se splavovalo ke zpracování. Do dnešní doby se zachovala jedna z pil, která zabezpečovala obživu místním obyvatelům. Do roku 1948 bylo v obci rovněž několik živností např. pekařství, zámečnictví, holičství a kovárna. V roce 1770 byla založena první zemědělská společnost a prosazovalo se pěstování nových plodin, zejména brambor, jetelovin, krmné a cukrové řepy.
K historickým budovám patří kostel, zasvěcený sv. Jiří, původně dřevěný, nahrazen 1766–1767 kamennou stavbou s oltářním obrazem od Jana Amlera ze Šternberka, vybaven pozdně barokními varhany v šesti mutacích, které postavil A. Steinunger z Andělské Hory počátkem 19. století. Narodil se zde teolog Josef Malý. Ostatní materiály a podklady, jež by mohly sloužit pro zdokumentování poměrů byly zničeny požárem na počátku 20. století, kdy lehl popelem celý obecní archiv.
V letech 1954–1996 byla severně od obce dislokována vojenská posádka. Dne 25. dubna 2018 bylo schváleno usnesením výboru pro vědu, vzdělání, kulturu, mládež a tělovýchovu Poslanecké sněmovny udělení vlajky obce.

### Vývoj počtu obyvatel
Počet obyvatel celé obce Dětřichov nad Bystřicí podle sčítání nebo jiných úředních záznamů:
| Rok            | 1869 | 1880 | 1890 | 1900 | 1910 | 1921 | 1930 | 1950 | 1961 | 1970 | 1980 | 1991 | 2001 | 2011 |
| -------------- | ---- | ---- | ---- | ---- | ---- | ---- | ---- | ---- | ---- | ---- | ---- | ---- | ---- | ---- |
| Počet obyvatel | 789  | 821  | 825  | 828  | 866  | 921  | 835  | 596  | 715  | 700  | 562  | 474  | 512  | 429  |

V celé obci Dětřichov nad Bystřicí je evidováno 190 adres: 189 čísel popisných (trvalé objekty) a 1 číslo evidenční (dočasné či rekreační objekty). Při sčítání lidu roku 2001 zde bylo napočteno 164 domů, z toho 102 trvale obydlených.
Počet obyvatel samotného Dětřichova nad Bystřicí podle sčítání nebo jiných úředních záznamů:
| Rok            | 1869 | 1880 | 1890 | 1900 | 1910 | 1921 | 1930 | 1950 | 1961 | 1970 | 1980 | 1991 | 2001 | 2011 |
| -------------- | ---- | ---- | ---- | ---- | ---- | ---- | ---- | ---- | ---- | ---- | ---- | ---- | ---- | ---- |
| Počet obyvatel | 625  | 678  | 692  | 712  | 743  | 814  | 743  | 518  | 642  | 648  | 540  | 470  | 509  | 422  |

V samotném Dětřichově nad Bystřicí je evidováno 166 adres, vesměs čísla popisná. Při sčítání lidu roku 2001 zde bylo napočteno 144 domů, z toho 100 trvale obydlených.

## Geografie a příroda
Lokalita Dětřichov-Krahulčí je zejména zajímavá svými přírodními krásami Nízkého Jeseníku, viz také Přírodní park Údolí Bystřice, a hojně využívána pro pěší turistiku i cykloturistiku a v zimním období pro běhy na lyžích.
Nejvyšším bodem katastru obce je kopec Slunečná (802 m n. m.).

## Pověst o čarodějnici Barbaře
Z šedesátých let 17. stol. je v obci dochovaný příběh o kořenářce Barbaře Springerové. Byla to dle legendy úspěšná léčitelka, byla však nařčena ze spolku s ďáblem a soudem v Břidličné odsouzena k upálení. Rozsudek byl vykonán na louce nad Rýžovištěm, které se říkalo „louka u Barbary“.
Podle tradované pověsti dokázala zmařit sušení prádla přivoláním deště, proto se v kraji při dešti říkávalo „Barbara věší prádlo“.

## Pamětihodnosti
- kostel svatého Jiří – klasicistní kostel z druhé poloviny 17. století je kulturní památkou ČR.[10]